# Coccidiphila gerasimovi
Coccidiphila gerasimovi is een vlinder uit de familie prachtmotten (Cosmopterigidae). De wetenschappelijke naam is voor het eerst geldig gepubliceerd in 1950 door Danilevsky.
De soort komt voor in Europa.